# NASA-Lockheed Martin X-59
De Lockheed Martin X-59 Quesst ("Quiet SuperSonic Technology"), ook wel QueSST genoemd, is een Amerikaans experimenteel supersonisch vliegtuig dat bij Skunk Works wordt ontwikkeld voor NASA's Low-Boom Flight Demonstrator-project. 
Het voorlopige ontwerp begon in februari 2016, en de X-59 zou in 2021 met vliegtesten beginnen. Na vertragingen werd hij in januari 2024 aan NASA geleverd voor testvluchten in 2024. Verwacht wordt dat hij met een snelheid van Mach 1,42 (1.510 km/u) zal vliegen op een hoogte van 16.800 m, waardoor een lage 75 Perceived Level decibel (PLdB)-dreun ontstaat om de aanvaardbaarheid van supersonisch transport te bevorderen.
X-1 · X-2 · X-3 · X-4 · X-5 · X-6 · X-7 · X-8 · X-9 · X-10 · X-11 · X-12 · X-13 · X-14 · X-15 · X-16 · X-17 · X-18 · X-19 · X-20 · X-21 · X-22 · X-23 · X-24 · X-25 · X-26 · X-27 · X-28 · X-29 · X-30 · X-31 · X-32 · X-33 · X-34 · X-35 · X-36 · X-37 · X-38 · X-39 · X-40 · X-41 · X-42 · X-43 · X-44 · X-45 · X-46 · X-47 · X-48 · X-49 · X-50 · X-51 · X-53 · X-57 ·  X-59